# メーデイア

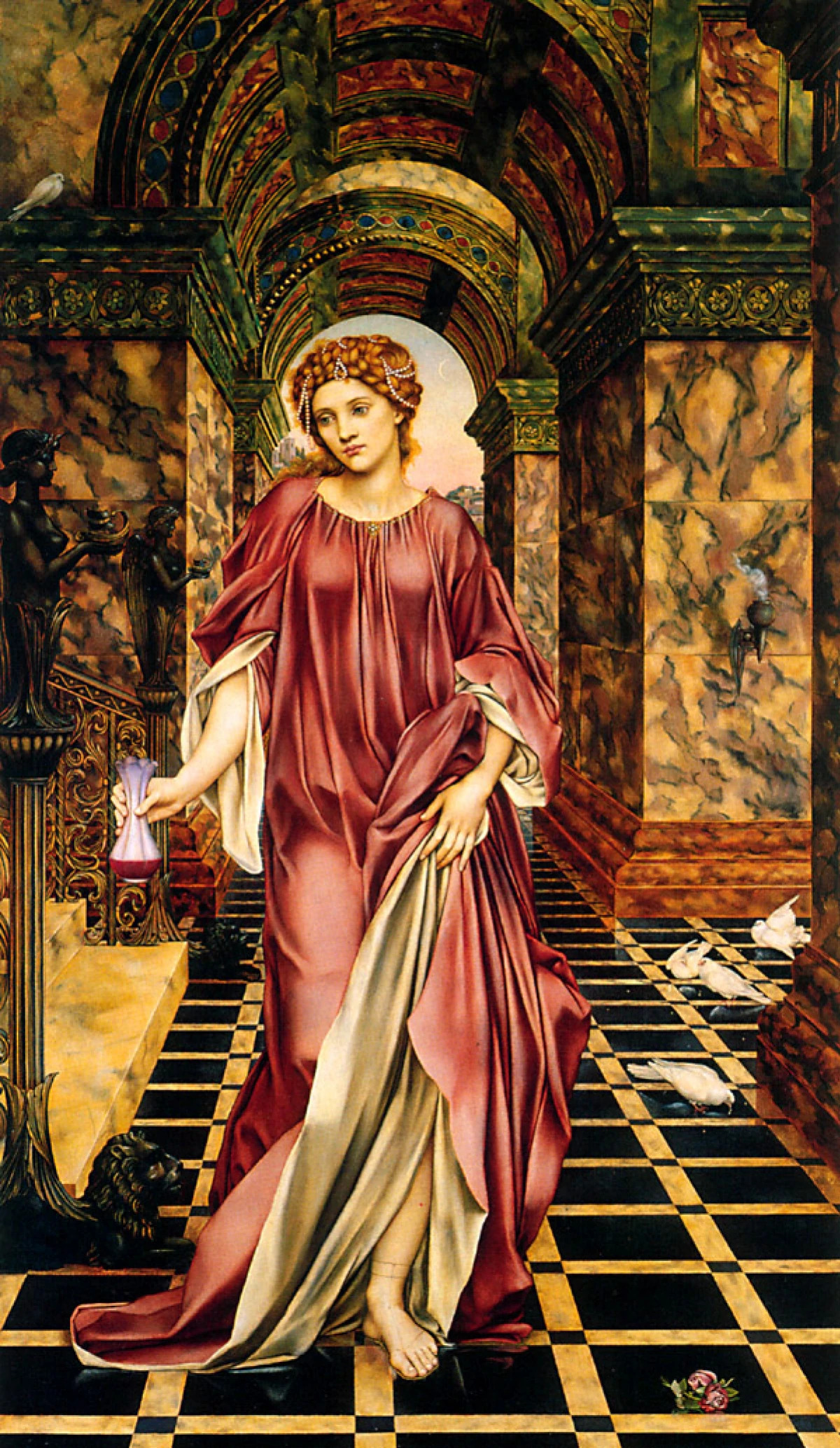
イーヴリン・ド・モーガンの1889年の絵画『メーデイア』。バーケンヘッド、ウィリアムソン美術博物館所蔵。

メーデイア（古希: Μήδεια, Mēdeia）は、ギリシア神話に登場するコルキス（現在のグルジア西部）の王女である。イアーソーン率いるアルゴナウタイの冒険を成功に導いたとされる。長母音を省略してメデイアとも表記される。

## 概要
太陽神ヘーリオスの孫であり、魔女キルケーの姪にあたる。すでにヘーシオドスの『神統記』に名前が現れており、コルキスの王アイエーテースとオーケアノスの娘エイデュイア（イデュイア）の娘で、アポロドーロスによればカルキオペー とアプシュルトスという兄弟がいたが、ロドスのアポローニオスはアプシュルトスを異母兄としている。後代の説ではタウリケー王ペルセースの娘ヘカテーとアイエーテースの娘で、キルケー、アイギアレウスと兄弟とするものもある。イアーソーンとの間にメーデイオス、あるいはメルメロスとペレース、あるいは双生児テッサロスとアルキメネース、ティーサンドロスを生んだ。またアテーナイ王アイゲウスとの間にメードスを生んだという。
ヘーシオドスはメーデイアを《眼輝く乙女》と呼んでおり、ロドスのアポローニオスはメーデイアやキルケーがヘーリオスの子孫の証である黄金色の光を発する輝く瞳を持つとしている。ヘカテー神殿に仕える巫女であり、ヘカテーの魔術に長けていた。その名は「慮る、統治する女性」を意味し、本来はコリントスで崇められた主女神だったと考えられている。

## メーデイアの魔法

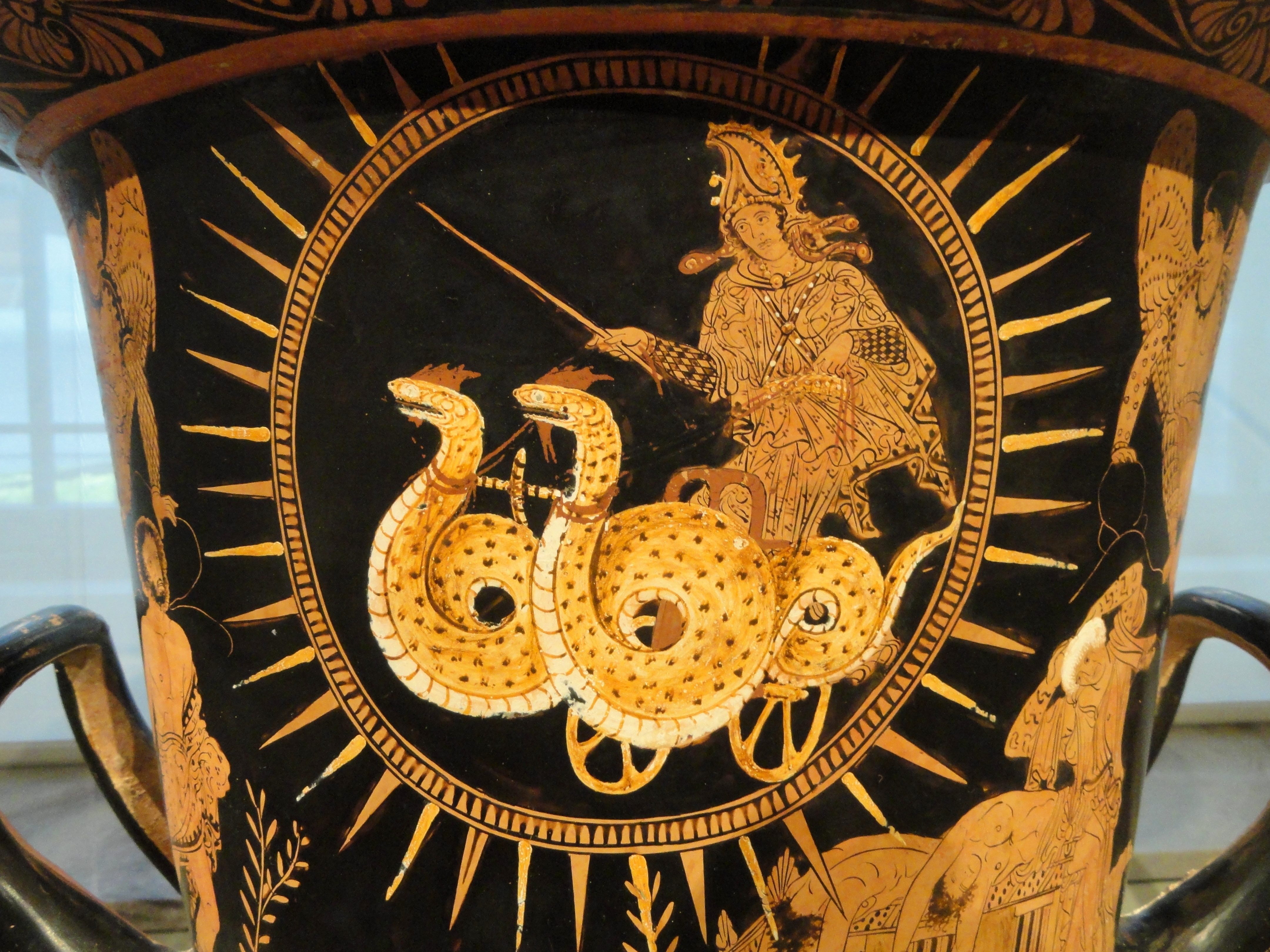
クラテールに描かれたメーデイア。クリーブランド美術館所蔵。

ロドスのアポローニオスによると、メーデイアは女神ヘカテーからあらゆる魔法の薬草とその扱い方を教わっており、彼女が薬草を用いて行う魔法は激しく燃える炎の勢いを和らげ、川の流れを堰き止め、星々や月の運行を妨げることが出来た。そしてメーデイアは良からぬ研究をするたびに、月の女神セレーネーを恋の魔法でエンデュミオーンのいる地上に引き下ろし、夜空から月明かりを消し去ったという。また冥府の住人を呼び出したり、幻を見せることもお手の物だった。シケリアのディオドーロスも、メーデイア自身が研究して習得した薬草学と薬学の知識に加えて、母ヘカテーや姉キルケーが得た知識も等しく学んでいたとしている。
メーデイアの薬草の知識の中でも特筆されているのはプロメーテイオンと呼ばれる薬草である。この薬草はカウカーソスの山頂に縛られたプロメーテウスが不死身の大鷲に肝臓を食われた際に、大地に飛び散ったイーコールから生まれたもので、この薬草から作った魔法の薬を真夜中にヘカテーに供儀した後、身体や武器・盾に塗りつけると、1日の間だけ刃や火から身を護り、無双の力を得ることが出来た。ただし供儀の最中にヘカテーに対して礼を失するとその限りではない。供儀においては1人で黒衣をまとい、円形の穴を掘り、その中で雄の羊を屠殺した後、穴のそばに積み上げた薪の山に置いて火をつけ、ヘカテーに捧げる。さらに蜂蜜を注いで女神を慰撫しつつ加護を祈願する。するとヘカテーが供物を受け取りに現れるので、薪の山から戻って来る。その際に女神の足音や地下の犬たちの鳴き声が聞こえても決して後ろを振り返ってはならない。さもなくば努力が水泡に帰すだけでなく、無事に帰ってこれないとメーデイアは語っている。

### 眠りの魔法

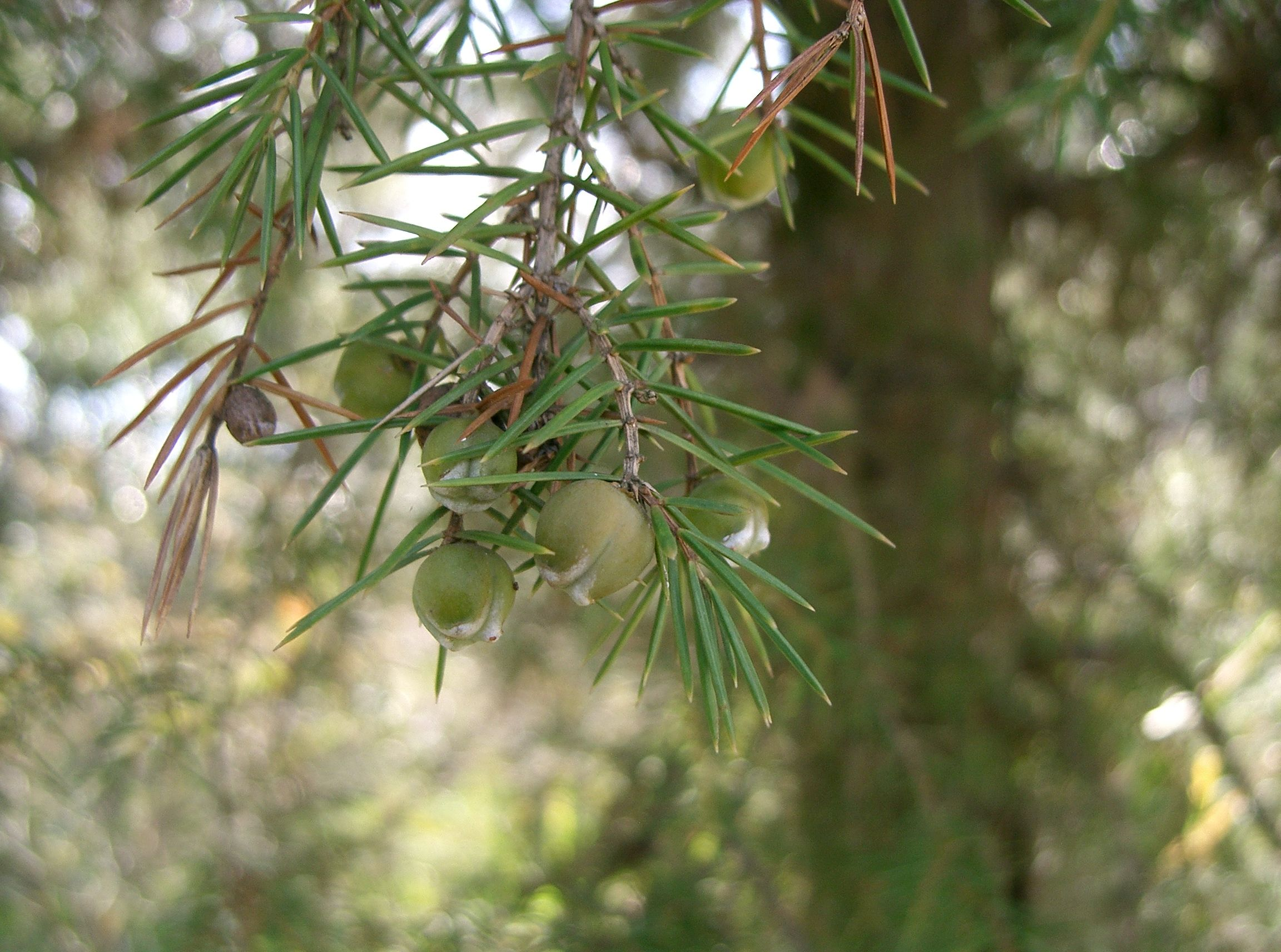
メーデイアが眠りの魔法に用いたという杜松の枝。

またメーデイアは眠りの魔法にも優れていた。ロドスのアポローニオスはメーデイアが金羊毛を守護する竜を眠らせた手順を次のように語っている。まず呪文を唱えて眠りの神ヒュプノスに助力を乞い、ヘカテーに加護を祈る。すると呪文の力で竜は力を緩め警戒を解いたが、まだ眠らせることは出来なかったので、切り取ったばかりの杜松の枝を薬草の汁に浸し、魔法の秘薬を直接竜の眼にかけて眠らせ、最後に竜の頭に薬を塗った。こうしてイアーソーンは金羊毛を手に入れることができた。一方、オウィディウスはまず見たものを忘却させる効果のある薬草を竜にかけた後、眠りをもたらす呪文を唱えたとしている。この呪文には荒波や激流を鎮める効果もあった。

### 若返りの魔法

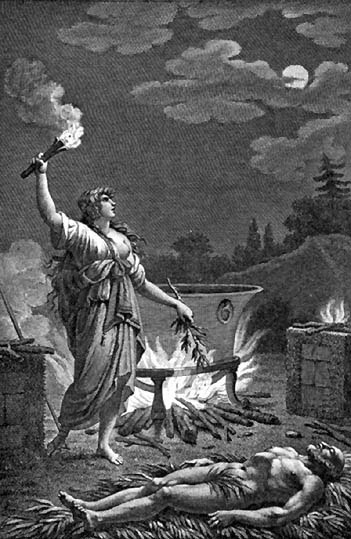
若返りの魔法を施すメーデイア。

メーデイアの最も有名な魔法は老人を若返らせる魔法である。オウィディウスによれば、それは次のようなものであった。まず満月の夜に、星々と月、ヘカテー、薬草をもたらす大地をはじめとする諸神に祈りをささげた後に有翼の竜の戦車に乗って各々の地方で薬草を採取する。次に男との接触を断ち、館の戸口に芝土でヘカテーとヘーベーの祭壇を作る。そしてその傍に2本の溝を掘り、黒い羊を屠殺して血を注ぐ。さらにそこに白い葡萄酒と温めた乳とを1杯ずつ加えた後、冥府の王ハーデースとペルセポネーに祈り、魔法を施す過程で老いた者の生命が失われないように祈願する。ここでようやく魔法を施す相手を運び入れる。燃える祭壇の周囲をめぐり、松明を溝の血に浸して火をつける。集めた薬草は、極東産の石、大海の引き潮のあとの砂、満月の夜に集めた白霜、ワシミミズクの翼と肉、人狼のはらわた、キニュプスの河の水蛇の皮、長寿とされる牡鹿の肝臓、9代を生きた鳥のくちばしと頭などと煮込んで魔法の薬を作る。大釜の中を乾燥したオリーブの枝でかき混ぜたとき、枝に生命力が戻って葉が茂ったりオリーブの実がなると頃合であり、魔法で眠らせた老人の首を切開して血を流し、薬を喉や傷口に流し込む。するとたちまちのうちに若返るという。
ただし、アポロドーロスは身体を切り刻み、薬草とともに大釜で煮ることで若返らせるとしている。一説によると逆に薬を身体に塗って老人の姿にすることも出来た。そして体に塗った薬を洗い流すと、再びもとの若々しい姿に戻るのだった。

## 神話

### ヘーラーの企み
ピンダロスによると、美と愛の女神アプロディーテーはメーデイアをイアーソーンに恋させるため、車輪にアリスイを結びつけた呪具イユンクスを作り、呪文とともにイアーソーンに与えた。イアーソーンはこの呪いを用いることでメーデイアを仲間に引き入れ、金羊毛を奪うことに成功した。ロドスのアポローニオスによると、メーデイアに恋させるようアプロディーテーを説得したのは女神ヘーラーである。ヘーラーはイオールコス王ペリアースへの憎しみとイアーソンがアイエーテースに殺されないようにという親切心から、アプロディーテーを訪れ、彼女の息子エロースの矢でメーデイアの心にイアーソーンへの恋を目覚めさせ、イアーソーンの味方をさせるよう説得した。エロースの矢に胸を射抜かれたメーデイアはイアーソーンの冒険を様々に助けた。

### アプシュルトスの殺害
アポロドーロスによると、イアーソーンとメーデイアが金羊の毛皮（金羊毛）を獲ってアルゴー船を出航させたとき、アイエーテースの船団に追われ、メーデイアは、一緒に連れてきていた幼い弟アプシュルトスを殺し、亡骸を海にばらまき、追手がこれを拾い集めている間に脱出したとされている。
しかしこれには異説がある。ロドスのアポローニオスによると、アプシュルトスはアイエーテースとカウカーソスのニュムペーのアステロディアーの子で、このときすでに成人しており、船団を率いてアルゴナウタイを追跡した。そこでメーデイアは金羊毛を取り戻すつもりであると偽りの伝言を使者に伝え、アプシュルトスが騙されてやって来るように、魔法の薬を空に撒いた。そして首尾よくアプシュルトスを小島におびき出すことに成功すると、物陰に隠れたイアーソーンが彼を殺した。いずれにせよ、メーデイアは親族殺しの罪を浄めなければならないことを、アルゴー船に取り付けられたドードーナの聖なる樫の予言で知らされた。そこでアルゴナウタイはアイアイエー島を訪れ、アプシュルトス殺害の罪を魔女キルケーに浄めてもらった。

### イアーソーンとの結婚

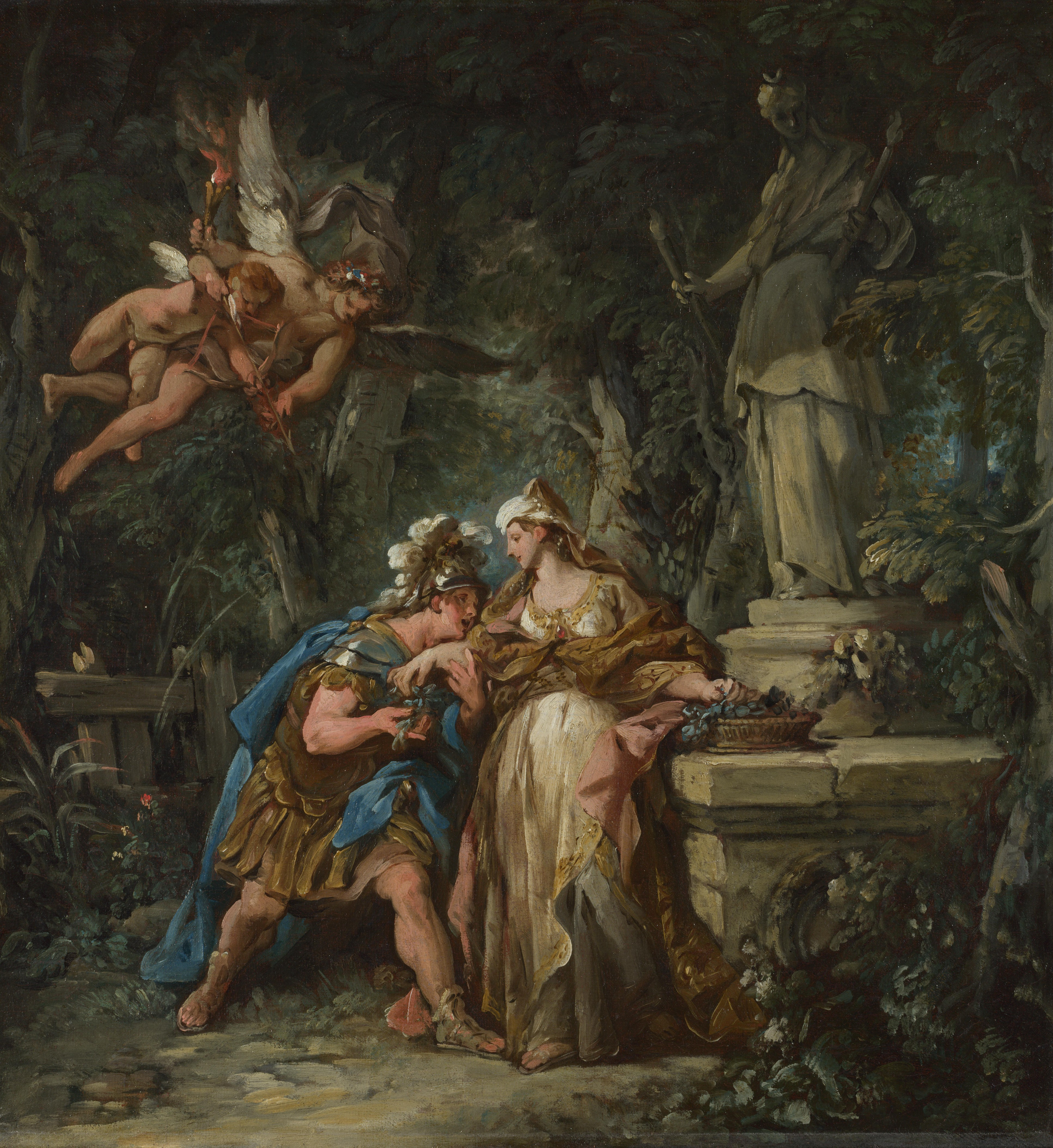
ジャン＝フランソワ・ド・トロワの1742年の絵画『イアソンはメディアに永遠の愛を誓う』。ナショナル・ギャラリー所蔵。

メーデイアはその後もアルゴナウタイと行動を共にし、プランクタイの岩礁やセイレーンの住む島といった海の難所を乗り越えて、アルキノオス王が統治するケルキューラ島にたどり着いた。彼らはアルキノオスから歓待を受けたが、コルキス人の追手が島にやって来てメーデイアの引き渡しを要求した。メーデイアは王妃のアレーテーにすがりついて、引き渡しに応じないでほしいと懇願した。王妃がアルキノオスにどうするつもりなのか尋ねると、アルキノオスは「もし、メーデイアが処女のままであったならアイエーテースのもとに返そうと思うが、しかしイアーソーンと夫婦の契りを交わした後ならば夫婦を引き離すような裁定は下さないし、もし子供を身ごもっていたならば決してコルキス人に引き渡すことはしない」と語った。そこでアレーテーはアルゴナウタイに王の判断を知らせ、納得した彼らは、ケルキューラ島の海岸にあるマクリスの聖なる洞窟で婚礼と初夜の床の準備をした。床の上には金羊毛が敷かれ、ヘーラーは2人のためにニュムペーたちを送って祝福した。そしてアルゴナウタイがコルキス人の襲来に備える中で、オルペウスは婚礼の祝歌を歌い、メーデイアはイアーソーンと夫婦の契りを交わした。翌日、アルキノオスがメーデイアに関する裁定を下すと、コルキス人はメーデイア返還の要求が無駄であることを悟った。しかしアイエーテースの怒りを恐れて帰国をためらい、アルキノオスの許しを得てケルキューラ島に移り住んだ。

### タロース退治
その後も航海は続いた。クレーテー島ではタロースに遭遇したが、メーデイアは船の甲板で三度呪文を唱え、生者の生命を食らう冥府の死霊や猟犬を召喚し、タロースに幻を見せた。するとタロースはアルゴー船に投げつけようとした巨岩を落とし、踵の一本の血管を覆う薄い膜を傷つけてしまい、イーコールが流れ出て死んでしまった。メーデイアが薬で狂わせた、あるいは不死にすると約束してタロースを欺き、血管を塞ぐ釘を抜き去ったため、イーコールが流れ出て死んだという説もある。このような冒険を経て、メーデイアはイアーソーンの祖国イオールコスにたどり着いた。

### アイソーンの若返り

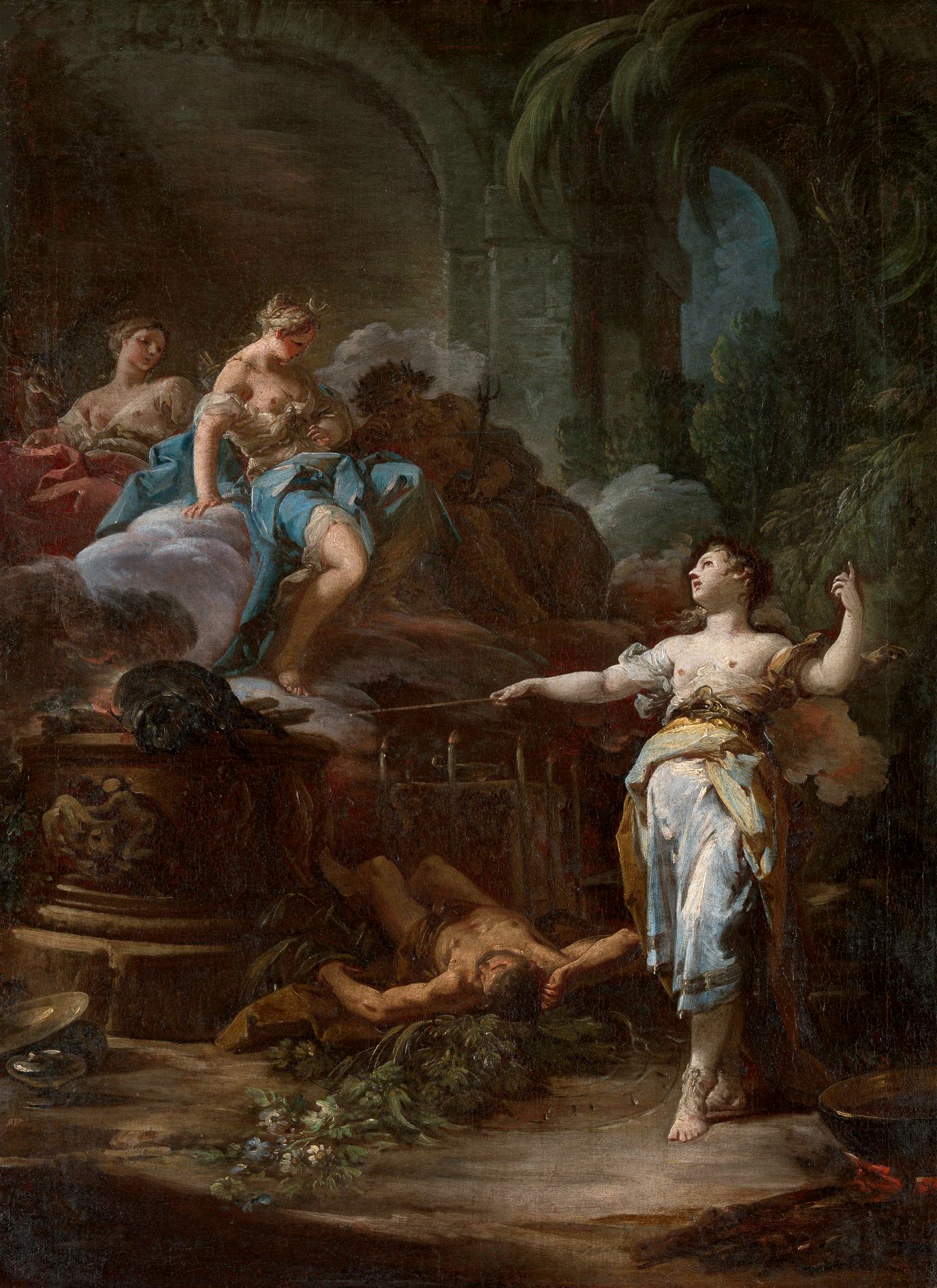
コッラード・ジアキントの1760年の絵画『メーデイアはアイソーンを若返らせる』。メトロポリタン美術館所蔵。

オウィディウスの『変身物語』によると、イアーソーンは、メーデイアに対して自らの寿命を縮め、年老いた父アイソーンの延命を願い出たが、メーデイアは夫の望みに応じて死期の迫ったアイソーンを魔法の秘薬で若返らせるという不思議な術を行った。

### ペリアース殺し
メーデイアはペリアースの娘たちに老いた雄羊を切り刻んで鍋に入れてぐつぐつ煮て、若返らせる所を見せた。姫たちは父親を同じように若返らせようと、ペリアースを切り刻み、鍋に入れてぐつぐつゆでたが、ペリアースは死んでしまった。メーデイアがペリアースを謀計によって殺した後、イオールコスの人々はメーデイアの残酷な仕打ちに怒って追放し、メーデイアはイアーソーンとともにコリントスに向かった。

### イアーソーンへの復讐

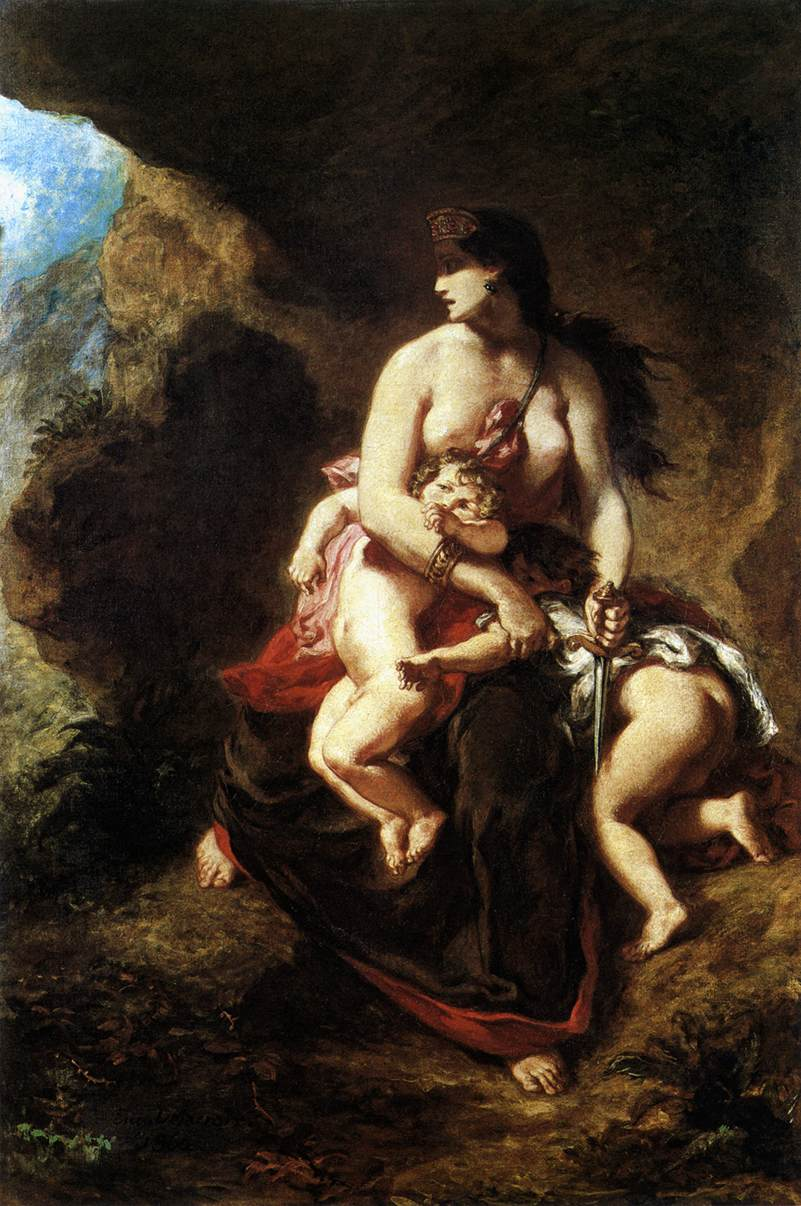
ウジェーヌ・ドラクロワの1862年の絵画『我が子を殺すメデイア』。パリ、ルーヴル美術館所蔵。

追放されたイアーソーンとメーデイアはコリントスで幸福に暮らしたが、コリントス王クレオーンに気に入られたイアーソーンは王から娘グラウケーを与えられた。そこでイアーソーンはメーデイアと離婚してグラウケーと結婚したが、激怒したメーデイアは結婚の誓約を立てた神々にイアーソーンの忘恩をなじり、グラウケーに毒を浸したペプロス（あるいは魔法の薬で作った黄金の冠）を贈り、それを着たグラウケーは炎に包まれ、助けようとしたクレオーン王とともに王宮もろとも焼け死んだ。さらにメーデイアは2人の息子であるメルメロスとペレースを殺し、ヘーリオスから授かった有翼の竜の戦車に乗ってアテーナイに逃れた。
この復讐劇は後代のエウリーピデースによる脚色であるとも言われる。イアーソーンとメーデイアの間には、7人の息子と7人の娘がいたが、メーデイアが手にかけたのではなく、グラウケーとクレオーンの殺害に憤激したコリントス人たちが、彼らをことごとく捕らえ、石を投げつけて殺したというものである。また、長男のメーデイオスは、イアーソーン同様ペーリオン山のケイローンに養育されていて、難を逃れたともいう。
また、復讐劇は起きなかったとする説もある。パウサニアースによるとコリントスはもともとメーデイアの父アイエーテースの出身地であり、アイエーテースが国政を執った時期があったので、コリントス人は王統が途絶えた後にメーデイアを迎え入れた。しかしメーデイアは子供を不死にしようと考えてヘーラー神殿に隠したが、そのことを知ったイアーソーンはコリントスを去ったため、メーデイアもコリントスをシーシュポスに譲って去ったという。

### 逃避行
コリントスを追われたメーデイアは、初めテーバイのヘーラクレースを頼った。そしてヘーラクレースが狂気に憑りつかれて我が子を殺戮しているのを目の当たりにした。ヘーラクレースはイアーソーンが本当に不誠実で、自分を襲った狂気を治してくれるのなら匿おうと言った。そこでメーデイアは英雄を苦しめる狂気を薬草で治癒したが、エウリュステウスがヘーラクレースに別の苦役を強いたため、英雄に保護してもらうことを諦めざるを得なかった。
次にメーデイアはアテーナイを訪れた。アテーナイのアイゲウス王は喜んで迎え、メーデイアと結婚した。しかしメーデイアは王宮にやって来たテーセウスを危険視し、排除しようとした。そこで夫にテーセウスに用心するよう言い含めた。アイゲウスは彼が自分の息子だとは気づかずにメーデイアの言葉を信じ、テーセウスをマラトーンの牡牛退治に行かせた。そしてテーセウスが無事に戻って来るとメーデイアは今度は毒殺しようと試みた。しかしアイゲウスがメーデイアから渡された毒薬入りの飲物でテーセウスをもてなそうとしたとき、トロイゼーンに残した自分の剣をテーセウスが献上したので自分の息子だと気づいた。こうして毒殺に失敗したメーデイアは王の息子を殺そうとしたために息子メードスとともにアテーナイを追放された。
その後テッサリアー地方に一時滞在し、女神テティスと美しさを競ったが、イードメネウスの審判で敗れたという。

### コルキスへ帰国
コルキスで父王アイエーテースが伯父ペルセースに王座を奪われたと聞いたメーデイアは、メードスを連れて故郷コルキスに帰り、ペルセースを殺してアイエーテースを再び王座につけた。息子のメードスは後に周辺諸国を征服してメーディアを建国した。
一説によると、メーデイアはアルテミスの巫女だと身分を偽ってペルセースの国に訪れた。そして自分が殺したコリントス王クレオーンの息子ヒッポテースが投獄されていることを知った。実は彼は母の後を追ってきた息子メードスだったが、そうとは知らずにヒッポテースが自分を殺しに来たのだと考えて、彼はメーデイアの息子メードスであり、王を殺すためにやって来たに違いないから自分に引き渡してほしいと説得した。しかしメードスが連れて来られるとメーデイアは自分の息子であることに気づき、メードスにペルセースを殺すよう命じた。そしてメードスがペルセースを殺して王権を奪うと、メーデイアはその地を自分の名前にちなんでメーディアと名付けた。ヘーロドトスも、メーディア人たちはアテーナイから逃亡したメーデイアが自分の名前にちなんでメーディア王国と名付けたと主張したと述べている。

### その後
やがてメーデイアは不死の身となり、エーリュシオンの野を治めたという。アキレウスは死後ヘレネーと結婚したという伝説があるが、相手はヘレネーではなく、メーデイアだという説もある。

## エウリーピデースによる悲劇
古代ギリシア三大悲劇詩人の一人エウリーピデースによる戯曲。コリントスを舞台とし、夫イアーソーンに離婚を告げられ、追放を言い渡されたメーデイアは、イアーソーンへの復讐のために彼の新しい花嫁とその父王、そして自分の2人の息子を殺害してコリントスを去っていく。

## 系図
| オーケアノス | オーケアノス | オーケアノス | オーケアノス | オーケアノス | オーケアノス |  |  | テーテュース   | テーテュース   | テーテュース   | テーテュース   | テーテュース   | テーテュース   |              |              |          |          |              |              |              |              |              |              |                    |                    |                    |                    |                    |                    |                |                |              |              |              |              |                  |                  |                  |                  |                  |                  |          |          |              |              |              |              |              |              |              |              |                |                |                |                |                |                |  |  |              |              |              |              |              |              |            |            |            |            |            |            |            |            |  |  |  |  |  |  |  |  |
| オーケアノス | オーケアノス | オーケアノス | オーケアノス | オーケアノス | オーケアノス |  |  | テーテュース   | テーテュース   | テーテュース   | テーテュース   | テーテュース   | テーテュース   |              |              |          |          |              |              |              |              |              |              |                    |                    |                    |                    |                    |                    |                |                |              |              |              |              |                  |                  |                  |                  |                  |                  |          |          |              |              |              |              |              |              |              |              |                |                |                |                |                |                |  |  |              |              |              |              |              |              |            |            |            |            |            |            |            |            |  |  |  |  |  |  |  |  |
|              |              |              |              |              |              |  |  |                |                |                |                |                |                |              |              |          |          |              |              |              |              |              |              |                    |                    |                    |                    |                    |                    |                |                |              |              |              |              |                  |                  |                  |                  |                  |                  |          |          |              |              |              |              |              |              |              |              |                |                |                |                |                |                |  |  |              |              |              |              |              |              |            |            |            |            |            |            |            |            |  |  |  |  |  |  |  |  |
|              |              |              |              |              |              |  |  |                |                |                |                |                |                |              |              |          |          |              |              |              |              |              |              |                    |                    |                    |                    |                    |                    |                |                |              |              |              |              |                  |                  |                  |                  |                  |                  |          |          |              |              |              |              |              |              |              |              |                |                |                |                |                |                |  |  |              |              |              |              |              |              |            |            |            |            |            |            |            |            |  |  |  |  |  |  |  |  |
|              |              |              |              |              |              |  |  |                |                | ペルセーイス   | ペルセーイス   | ペルセーイス   | ペルセーイス   | ペルセーイス | ペルセーイス |          |          | ヘーリオス   | ヘーリオス   | ヘーリオス   | ヘーリオス   | ヘーリオス   | ヘーリオス   |                    |                    |                    |                    |                    |                    |                |                |              |              |              |              |                  |                  |                  |                  |                  |                  |          |          |              |              |              |              |              |              |              |              |                |                |                |                |                |                |  |  |              |              |              |              |              |              |            |            |            |            |            |            |            |            |  |  |  |  |  |  |  |  |
|              |              |              |              |              |              |  |  |                |                | ペルセーイス   | ペルセーイス   | ペルセーイス   | ペルセーイス   | ペルセーイス | ペルセーイス |          |          | ヘーリオス   | ヘーリオス   | ヘーリオス   | ヘーリオス   | ヘーリオス   | ヘーリオス   |                    |                    |                    |                    |                    |                    |                |                |              |              |              |              |                  |                  |                  |                  |                  |                  |          |          |              |              |              |              |              |              |              |              |                |                |                |                |                |                |  |  |              |              |              |              |              |              |            |            |            |            |            |            |            |            |  |  |  |  |  |  |  |  |
|              |              |              |              |              |              |  |  |                |                |                |                |                |                |              |              |          |          |              |              |              |              |              |              |                    |                    |                    |                    |                    |                    |                |                |              |              |              |              |                  |                  |                  |                  |                  |                  |          |          |              |              |              |              |              |              |              |              |                |                |                |                |                |                |  |  |              |              |              |              |              |              |            |            |            |            |            |            |            |            |  |  |  |  |  |  |  |  |
|              |              |              |              |              |              |  |  |                |                |                |                |                |                |              |              |          |          |              |              |              |              |              |              |                    |                    |                    |                    |                    |                    |                |                |              |              |              |              |                  |                  |                  |                  |                  |                  |          |          |              |              |              |              |              |              |              |              |                |                |                |                |                |                |  |  |              |              |              |              |              |              |            |            |            |            |            |            |            |            |  |  |  |  |  |  |  |  |
|              |              |              |              |              |              |  |  |                |                |                |                |                |                |              |              |          |          | キルケー     | キルケー     | キルケー     | キルケー     | キルケー     | キルケー     |                    |                    | オデュッセウス     | オデュッセウス     | オデュッセウス     | オデュッセウス     | オデュッセウス | オデュッセウス |              |              |              |              | クレーテーの牡牛 | クレーテーの牡牛 | クレーテーの牡牛 | クレーテーの牡牛 | クレーテーの牡牛 | クレーテーの牡牛 |          |          | パーシパエー | パーシパエー | パーシパエー | パーシパエー | パーシパエー | パーシパエー |              |              | ミーノース     | ミーノース     | ミーノース     | ミーノース     | ミーノース     | ミーノース     |  |  |              |              |              |              | ペルセース   | ペルセース   | ペルセース | ペルセース | ペルセース | ペルセース |            |            |            |            |  |  |  |  |  |  |  |  |
|              |              |              |              |              |              |  |  |                |                |                |                |                |                |              |              |          |          | キルケー     | キルケー     | キルケー     | キルケー     | キルケー     | キルケー     |                    |                    | オデュッセウス     | オデュッセウス     | オデュッセウス     | オデュッセウス     | オデュッセウス | オデュッセウス |              |              |              |              | クレーテーの牡牛 | クレーテーの牡牛 | クレーテーの牡牛 | クレーテーの牡牛 | クレーテーの牡牛 | クレーテーの牡牛 |          |          | パーシパエー | パーシパエー | パーシパエー | パーシパエー | パーシパエー | パーシパエー |              |              | ミーノース     | ミーノース     | ミーノース     | ミーノース     | ミーノース     | ミーノース     |  |  |              |              |              |              | ペルセース   | ペルセース   | ペルセース | ペルセース | ペルセース | ペルセース |            |            |            |            |  |  |  |  |  |  |  |  |
|              |              |              |              |              |              |  |  |                |                |                |                |                |                |              |              |          |          |              |              |              |              |              |              |                    |                    |                    |                    |                    |                    |                |                |              |              |              |              |                  |                  |                  |                  |                  |                  |          |          |              |              |              |              |              |              |              |              |                |                |                |                |                |                |  |  |              |              |              |              |              |              |            |            |            |            |            |            |            |            |  |  |  |  |  |  |  |  |
|              |              |              |              |              |              |  |  |                |                |                |                |                |                |              |              |          |          |              |              |              |              |              |              |                    |                    |                    |                    |                    |                    |                |                |              |              |              |              |                  |                  |                  |                  |                  |                  |          |          |              |              |              |              |              |              |              |              |                |                |                |                |                |                |  |  |              |              |              |              |              |              |            |            |            |            |            |            |            |            |  |  |  |  |  |  |  |  |
| エイデュイア | エイデュイア | エイデュイア | エイデュイア | エイデュイア | エイデュイア |  |  | アイエーテース | アイエーテース | アイエーテース | アイエーテース | アイエーテース | アイエーテース |              |              |          |          | ラティーノス | ラティーノス | ラティーノス | ラティーノス | ラティーノス | ラティーノス |                    |                    | テーレゴノス       | テーレゴノス       | テーレゴノス       | テーレゴノス       | テーレゴノス   | テーレゴノス   |              |              |              |              | ミーノータウロス | ミーノータウロス | ミーノータウロス | ミーノータウロス | ミーノータウロス | ミーノータウロス |          |          | カトレウス   | カトレウス   | カトレウス   | カトレウス   | カトレウス   | カトレウス   |              |              | デウカリオーン | デウカリオーン | デウカリオーン | デウカリオーン | デウカリオーン | デウカリオーン |  |  | アリアドネー | アリアドネー | アリアドネー | アリアドネー | アリアドネー | アリアドネー |            |            | パイドラー | パイドラー | パイドラー | パイドラー | パイドラー | パイドラー |  |  |  |  |  |  |  |  |
| エイデュイア | エイデュイア | エイデュイア | エイデュイア | エイデュイア | エイデュイア |  |  | アイエーテース | アイエーテース | アイエーテース | アイエーテース | アイエーテース | アイエーテース |              |              |          |          | ラティーノス | ラティーノス | ラティーノス | ラティーノス | ラティーノス | ラティーノス |                    |                    | テーレゴノス       | テーレゴノス       | テーレゴノス       | テーレゴノス       | テーレゴノス   | テーレゴノス   |              |              |              |              | ミーノータウロス | ミーノータウロス | ミーノータウロス | ミーノータウロス | ミーノータウロス | ミーノータウロス |          |          | カトレウス   | カトレウス   | カトレウス   | カトレウス   | カトレウス   | カトレウス   |              |              | デウカリオーン | デウカリオーン | デウカリオーン | デウカリオーン | デウカリオーン | デウカリオーン |  |  | アリアドネー | アリアドネー | アリアドネー | アリアドネー | アリアドネー | アリアドネー |            |            | パイドラー | パイドラー | パイドラー | パイドラー | パイドラー | パイドラー |  |  |  |  |  |  |  |  |
|              |              |              |              |              |              |  |  |                |                |                |                |                |                |              |              |          |          |              |              |              |              |              |              |                    |                    |                    |                    |                    |                    |                |                |              |              |              |              |                  |                  |                  |                  |                  |                  |          |          |              |              |              |              |              |              |              |              |                |                |                |                |                |                |  |  |              |              |              |              |              |              |            |            |            |            |            |            |            |            |  |  |  |  |  |  |  |  |
|              |              |              |              |              |              |  |  |                |                |                |                |                |                |              |              |          |          |              |              |              |              |              |              |                    |                    |                    |                    |                    |                    |                |                |              |              |              |              |                  |                  |                  |                  |                  |                  |          |          |              |              |              |              |              |              |              |              |                |                |                |                |                |                |  |  |              |              |              |              |              |              |            |            |            |            |            |            |            |            |  |  |  |  |  |  |  |  |
| メーデイア   | メーデイア   | メーデイア   | メーデイア   | メーデイア   | メーデイア   |  |  | イアーソーン   | イアーソーン   | イアーソーン   | イアーソーン   | イアーソーン   | イアーソーン   |              |              |          |          | カルキオペー | カルキオペー | カルキオペー | カルキオペー | カルキオペー | カルキオペー |                    |                    | プリクソス         | プリクソス         | プリクソス         | プリクソス         | プリクソス     | プリクソス     |              |              |              |              | アプシュルトス   | アプシュルトス   | アプシュルトス   | アプシュルトス   | アプシュルトス   | アプシュルトス   |          |          |              |              |              |              |              |              |              |              |                |                |                |                |                |                |  |  |              |              |              |              |              |              |            |            |            |            |            |            |            |            |  |  |  |  |  |  |  |  |
| メーデイア   | メーデイア   | メーデイア   | メーデイア   | メーデイア   | メーデイア   |  |  | イアーソーン   | イアーソーン   | イアーソーン   | イアーソーン   | イアーソーン   | イアーソーン   |              |              |          |          | カルキオペー | カルキオペー | カルキオペー | カルキオペー | カルキオペー | カルキオペー |                    |                    | プリクソス         | プリクソス         | プリクソス         | プリクソス         | プリクソス     | プリクソス     |              |              |              |              | アプシュルトス   | アプシュルトス   | アプシュルトス   | アプシュルトス   | アプシュルトス   | アプシュルトス   |          |          |              |              |              |              |              |              |              |              |                |                |                |                |                |                |  |  |              |              |              |              |              |              |            |            |            |            |            |            |            |            |  |  |  |  |  |  |  |  |
|              |              |              |              |              |              |  |  |                |                |                |                |                |                |              |              |          |          |              |              |              |              |              |              |                    |                    |                    |                    |                    |                    |                |                |              |              |              |              |                  |                  |                  |                  |                  |                  |          |          |              |              |              |              |              |              |              |              |                |                |                |                |                |                |  |  |              |              |              |              |              |              |            |            |            |            |            |            |            |            |  |  |  |  |  |  |  |  |
|              |              |              |              |              |              |  |  |                |                |                |                |                |                |              |              |          |          |              |              |              |              |              |              |                    |                    |                    |                    |                    |                    |                |                |              |              |              |              |                  |                  |                  |                  |                  |                  |          |          |              |              |              |              |              |              |              |              |                |                |                |                |                |                |  |  |              |              |              |              |              |              |            |            |            |            |            |            |            |            |  |  |  |  |  |  |  |  |
| メルメロス   | メルメロス   | メルメロス   | メルメロス   | メルメロス   | メルメロス   |  |  | ペレース       | ペレース       | ペレース       | ペレース       | ペレース       | ペレース       |              |              | アルゴス | アルゴス | アルゴス     | アルゴス     | アルゴス     | アルゴス     |              |              | キュティッソーロス | キュティッソーロス | キュティッソーロス | キュティッソーロス | キュティッソーロス | キュティッソーロス |                |                | プロンティス | プロンティス | プロンティス | プロンティス | プロンティス     | プロンティス     |                  |                  | メラース         | メラース         | メラース | メラース | メラース     | メラース     |              |              | プレスボーン | プレスボーン | プレスボーン | プレスボーン | プレスボーン   | プレスボーン   |                |                |                |                |  |  |              |              |              |              |              |              |            |            |            |            |            |            |            |            |  |  |  |  |  |  |  |  |

## ギャラリー

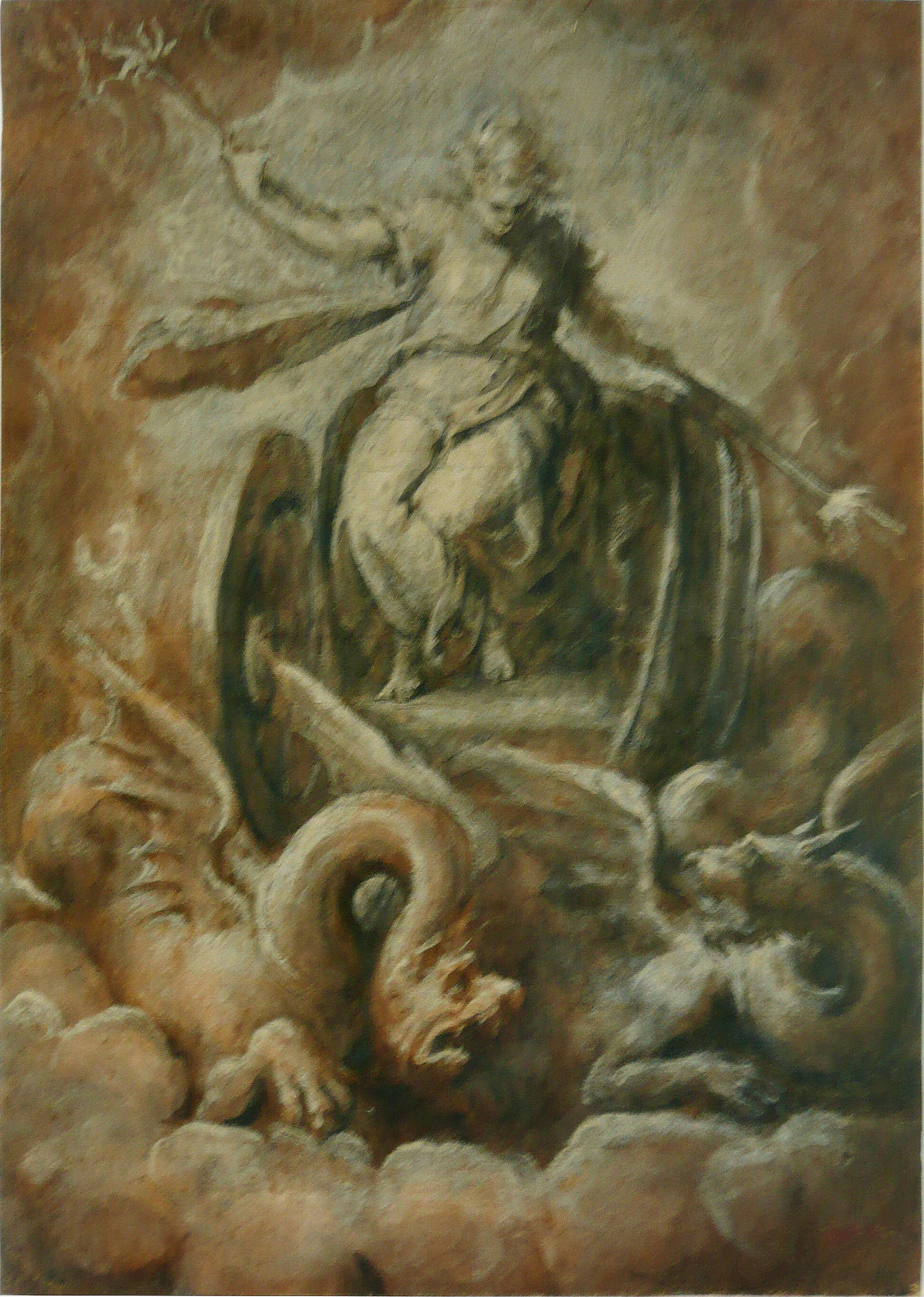
アンドレア・スキャヴォーネ『メーデイア』（16世紀） ルーヴル美術館所蔵
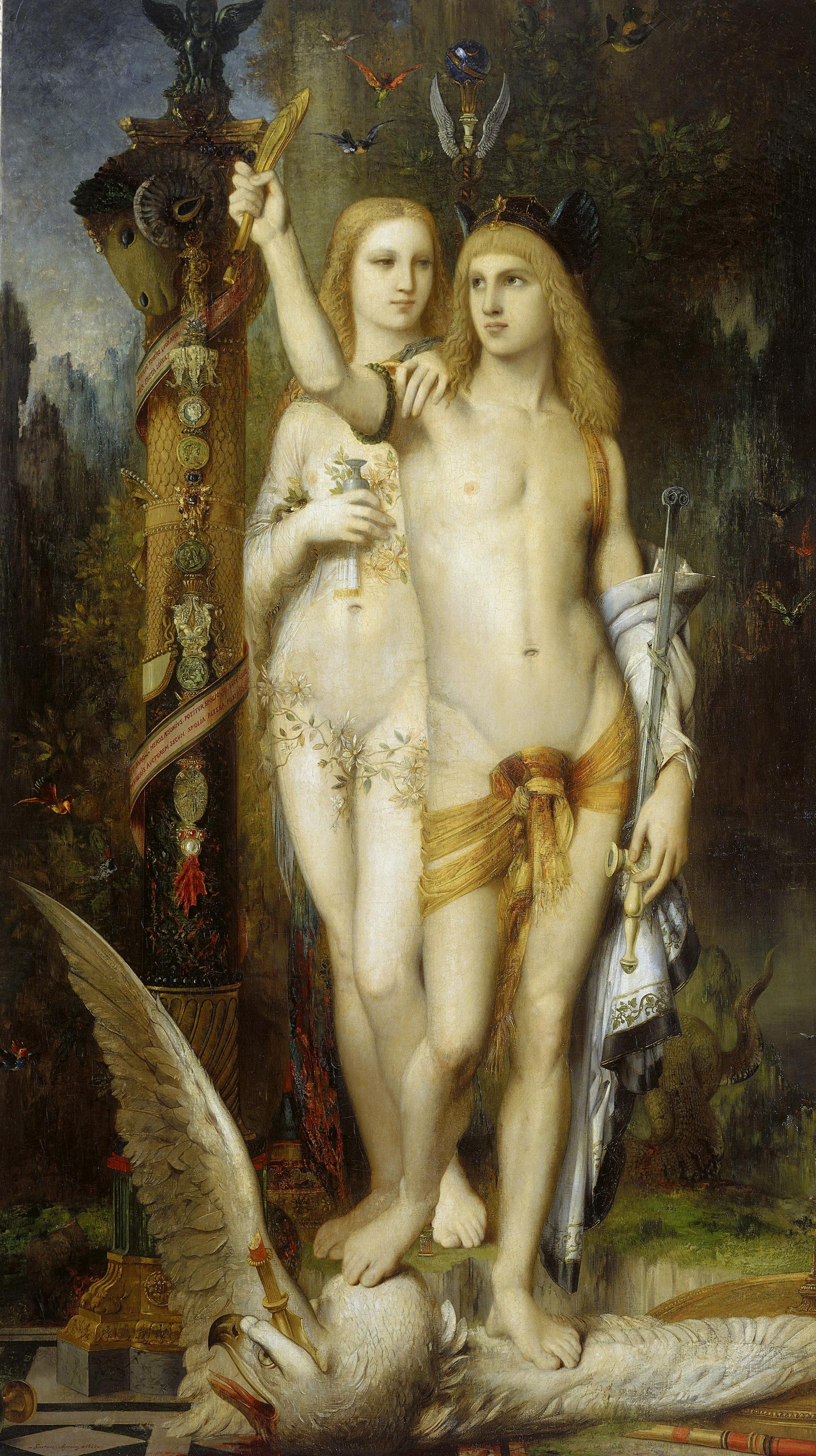
ギュスターヴ・モロー『イアーソーンとメーデイア』（1865） オルセー美術館所蔵
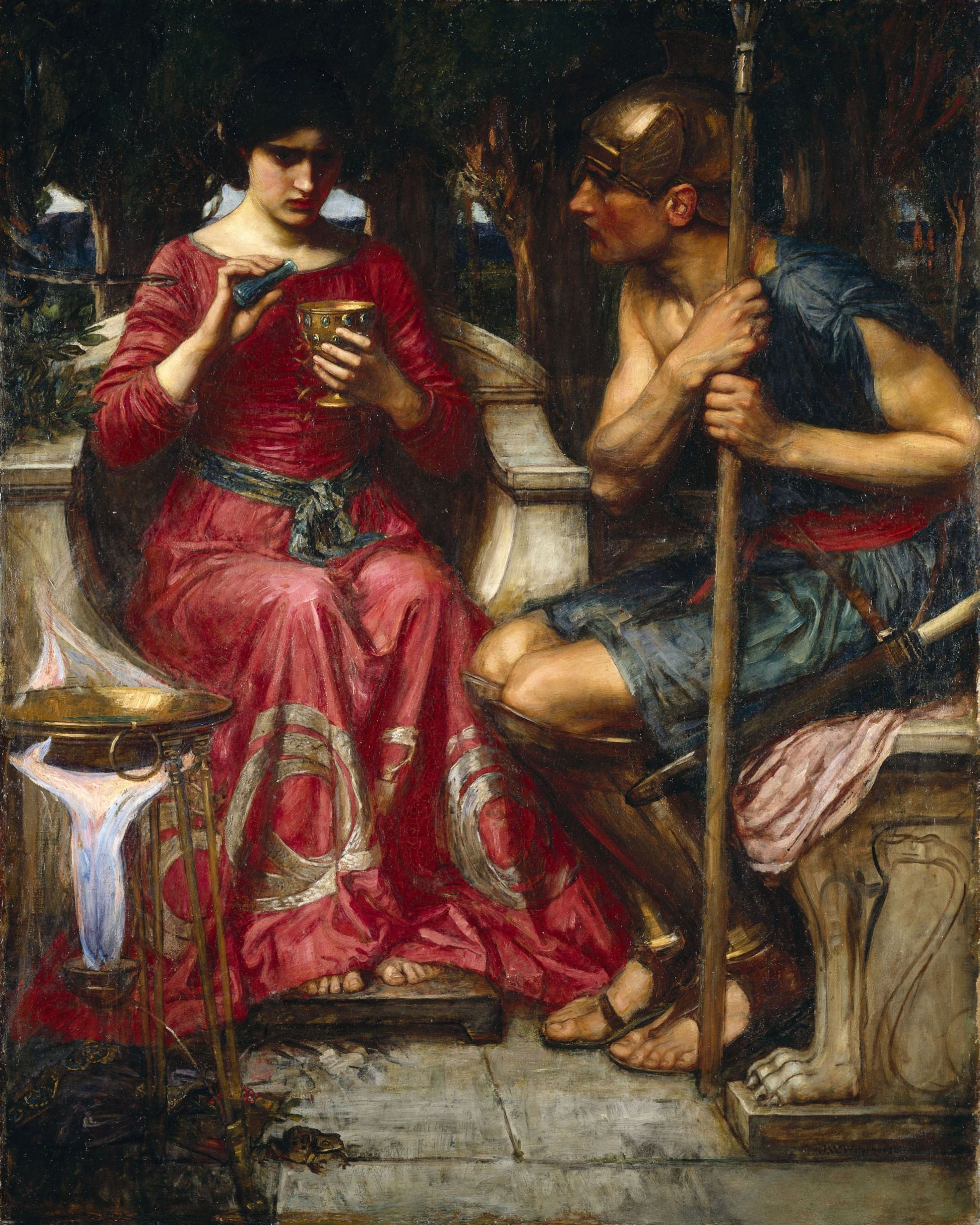
ジョン・ウィリアム・ウォーターハウス『イアーソーンとメーデイア』（1907） 個人蔵
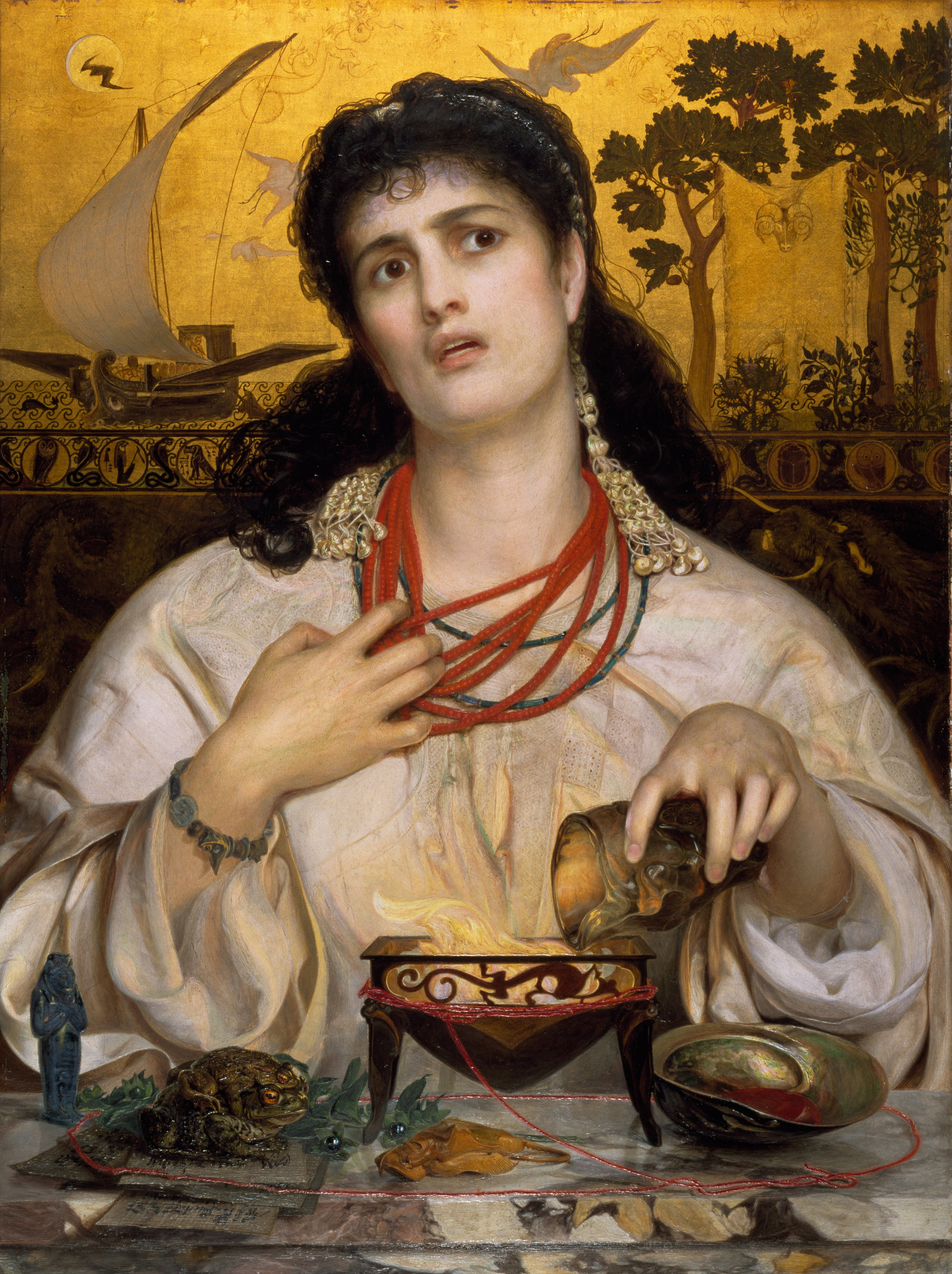
フレデリック・サンズ（英語版）『メーデイア』（1866/1868） バーミンガム美術館所蔵
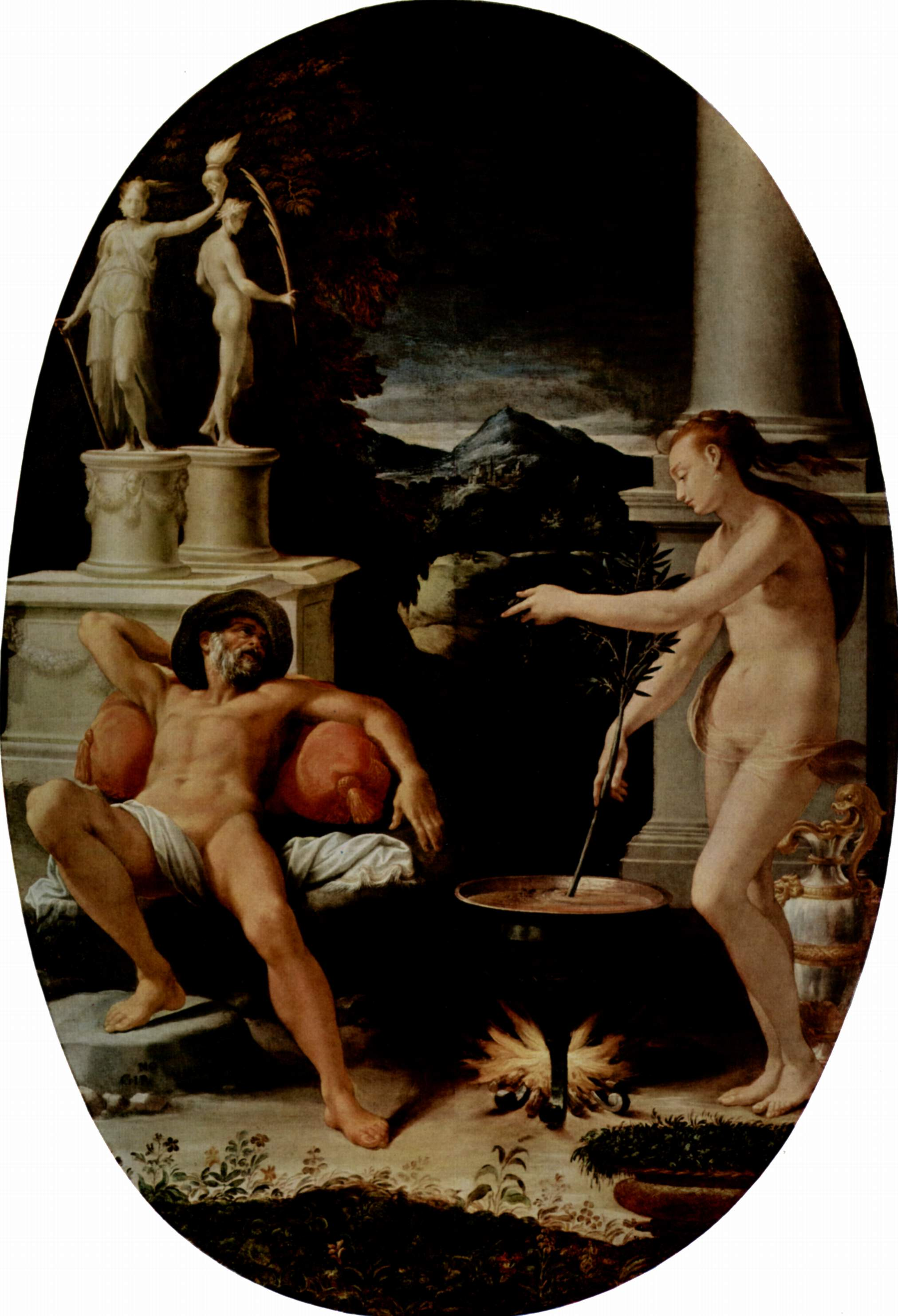
ジローラモ・マッキエッティ（英語版）『アイソンを若返らせる薬を造るメディア』（1570/1573） ヴェッキオ宮殿所蔵
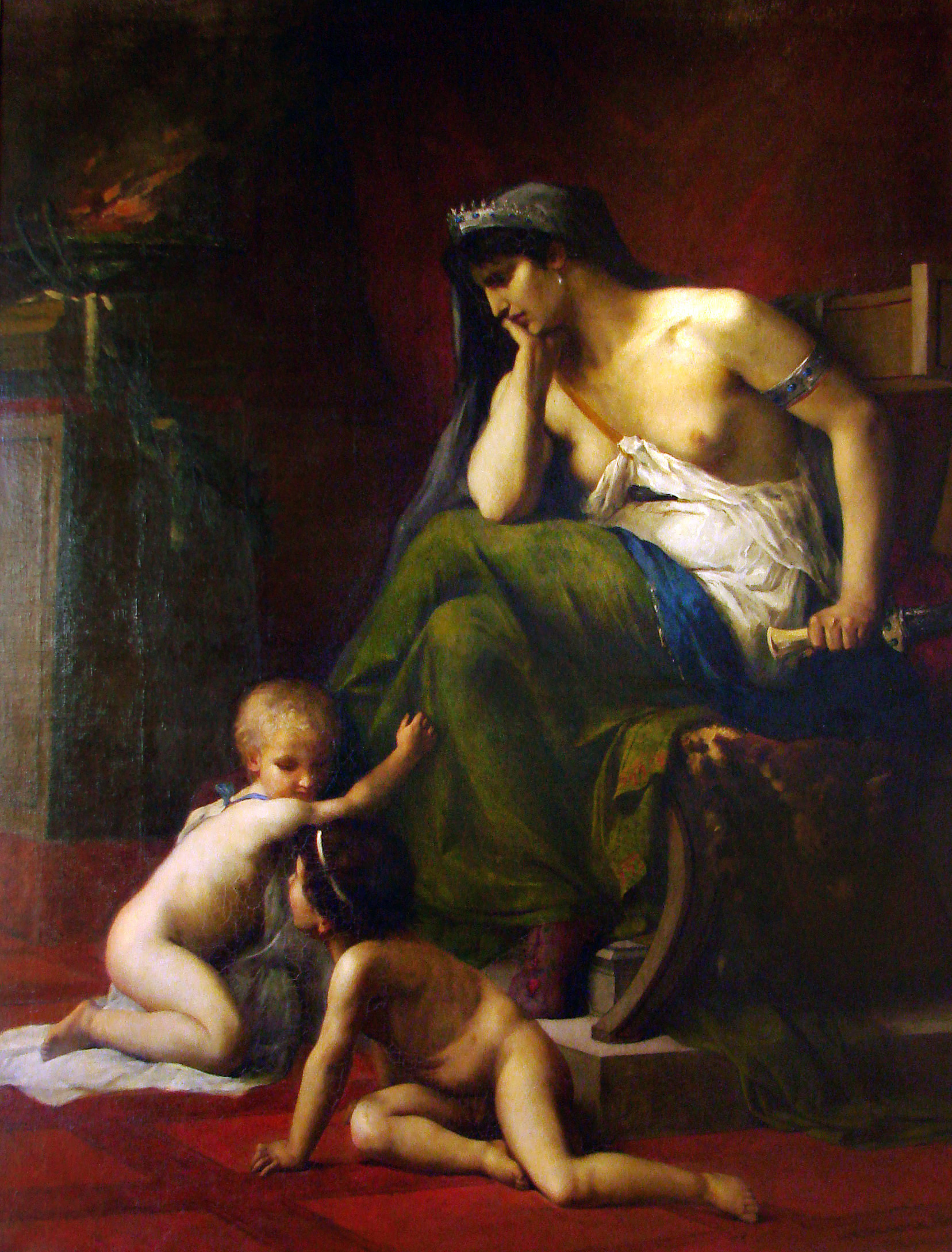
アンリ・クラッグマン（Henri Klagmann）『メディアと子供たち』（1868） ナンシー美術館所蔵
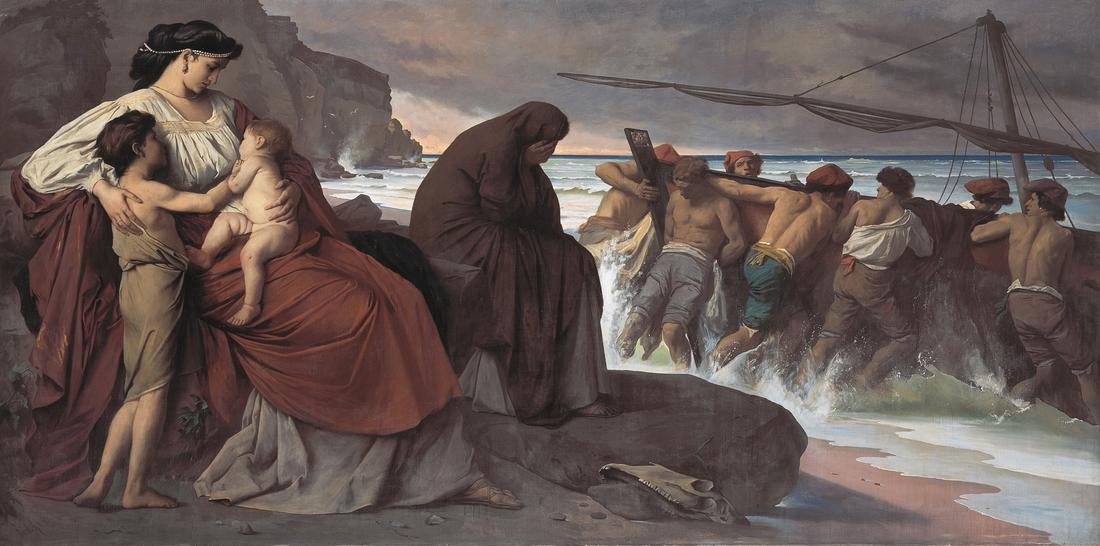
アンゼルム・フォイエルバッハ『メーデイア』（1870） ノイエ・ピナコテーク所蔵
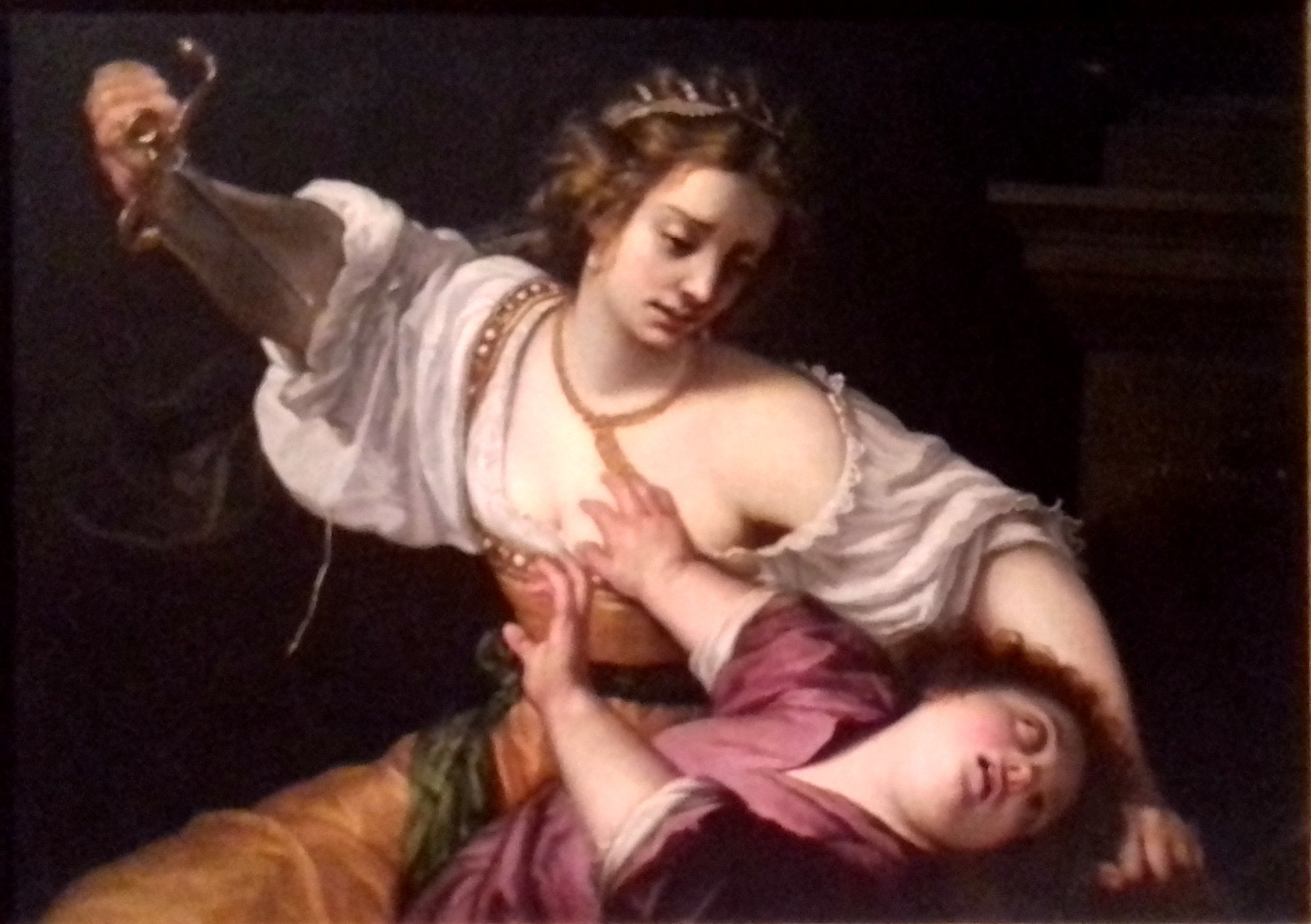
アルテミジア・ジェンティレスキ『メーデイア』（1620） 個人蔵
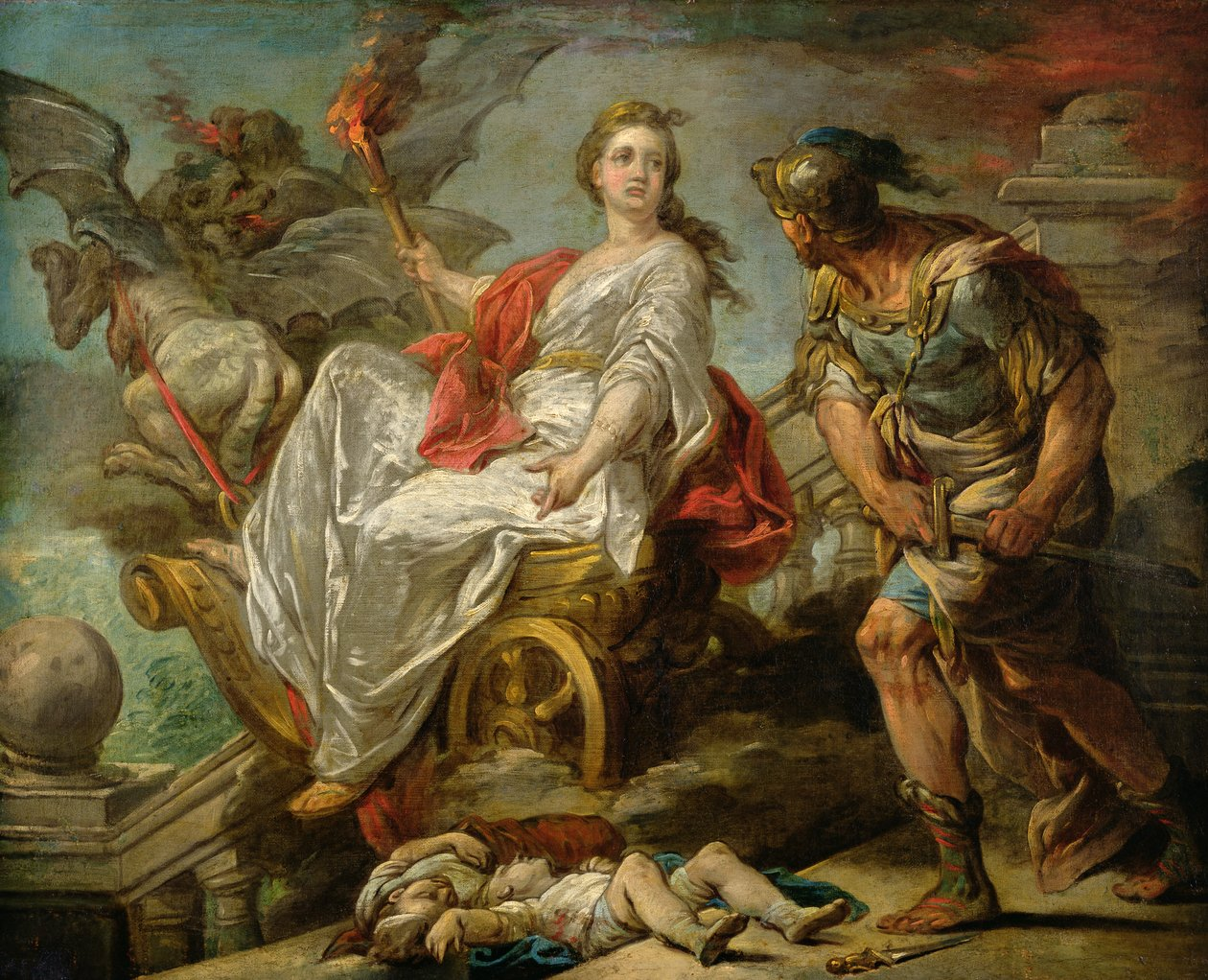
シャルル＝アンドレ・ヴァン・ロー『イアーソーンとメーデイア』（1759）
 ポー美術館（フランス語版）所蔵
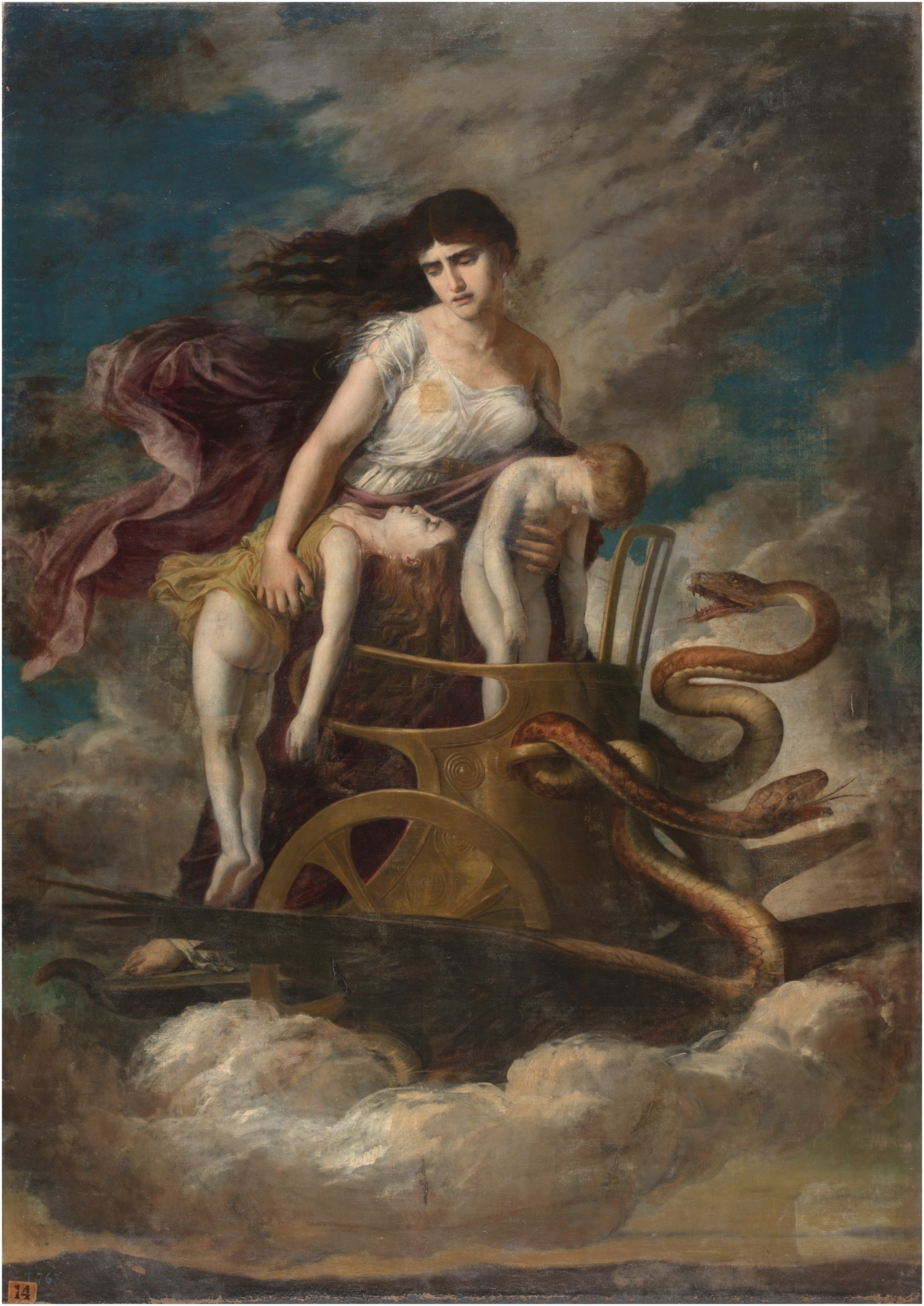
ヘルマン・エルナンデス・アモレス『子を殺し、戦車に乗って逃げるメデイア』（1887） プラド美術館所蔵